# 埃斯皮安
埃斯皮安（法語：Espiens）是法国洛特-加龙省的一个市镇，属于内拉克区（Nérac）内拉克县（Nérac）。该市镇总面积17.48平方公里，2009年时的人口为395人。

## 人口
埃斯皮安人口变化图示